# Treasure (ビッケブランカの曲)
「Treasure」（トレジャー）は、日本のシンガーソングライター・ビッケブランカのメジャー13作目の配信限定シングル。2022年6月3日にavex  traxからリリースされた。

## 概要
前作『Changes』から約2か月ぶりのリリースとなる。
本作は、BS松竹東急連続テレビドラマ『家電侍』の主題歌として書き下ろされた楽曲。高音にピッチ加工された独特のボーカルとなっている。
本作のジャケットは、バカリズムが手掛けたイラストとなっており、日本テレビ系『バズリズム02』にビッケブランカが出演した際に描かれたものである。